# Историја Лангобарда
Историја Лангобарда (лат. Historia Langobardorum) је дело лангобардског писца Павла Ђакона из друге половине 8. века.

## Дело
Historia Langobardorum је свакако најпознатије Павлово дело. Представља историју Лангобарда од 568. до 744. године. Дело је подељено у 6 књига. Упркос бројним недостацима, као што су лоша хронологија, Historia Langobardorum представља један од најзначајнијих извора за историју Италије, али и Медитерана. Прва књига почиње описом прадомовине Лангобарда. Писац је потом испратио сеобу Лангобарда кроз средњу Европу. Књигу је завршио смрћу краља Аудоина и ступањем на престо његовог сина Албоина. Друга књига се завршава смрћу Албоиновог наследника Клефа и интеррегрумом од десет година. Трећа књига описује упад Лангобарда у Галију, византијску војну историју из времена Јустинијана II и Тиберија II Константина. У четвртом делу се описује и историја Словена. Пета и шеста књига обухватају крај 7. и почетак 8. века. Павлова повест се завршава смрћу краља Лиутпранда 744. године.